# Stoddard Hill State Park
Stoddard Hill State Park ist ein State Park im US-Bundesstaat Connecticut auf dem Gebiet der Gemeinde Ledyard, am Ästuar des Thames River.

## Geographie
Der Park liegt etwa 5 mi (8 km) südlich von Norwich und bedeckt 55 acres (22 ha) land. Er ist aufgeteilt auf 2 Flächen, von denen vor allem die größere, nördlich gelegene Fläche genutzt wird. Dort bildet der Billings Avery Brook einen kleinen Hafen, der durch eine Bootsrampe zugänglich ist. Das weiter südlich gelegene Uferstück ist eine Reservat. Der Stoddard Hill mit 186 ft (56 m) über dem Meer diente früher Indianern als Beobachtungspunkt. An den Gneis-Blöcken gibt es verschiedene Kletterrouten. Ein kleiner Friedhof, auf dem Mitglieder der Stoddard-Familie beigesetzt sind, findet sich auf dem Gelände.

## Geschichte
Ursprünglich gehörte das Land der Familie Stoddard. 1954 wurde es mit Geldern aus dem Nachlass von George Dudley Seymour erworben und zum State Park deklariert.
In den Zeiten von Stammeskriegen und der Landnahme der europäischen Siedler diente der Hügel als Beobachtungspunkt für die ansässigen Indianer.

## Freizeitaktivitäten
Im Ästuar des Parks gibt es Möglichkeiten zum Bootfahren und Angeln. Wanderwege führen zum Gipfel des Hügels, wo es an den Gneissfelsen einige Kletterrouten gibt.